# Ai que Vida!
Ai que Vida! é um filme de comédia dramática brasileiro, lançado em 14 de setembro de 2008 nos cinemas do Piauí, escrito e dirigido por Cícero Filho.

## Gravação
O filme foi gravado entre 2006 e 2007 principalmente em Amarante, no Piauí a 128 km de Teresina, cidade natal de Irisceli Queiroz, protagonista de Charlene. Alguns figurantes são amigos, vizinhos ou conhecidos dela. Para a jornalista, a obra se tornou ainda mais especial porque foi feita na sua cidade, com seu povo e sua cultura. Além de Amarante, no Piauí, as filmagens foram feitas também em Poção de Pedras, no Maranhão,Teresina, no Piauí, Franca, em São Paulo, além de Esperantinópolis, Timon e São Francisco do Maranhão, no Maranhão, tendo um custo total de 30 mil reais.

## Lançamento e repercussão
O filme foi primeiro lançado no cinema de um shopping center de Teresina. Segundo a direção dos Cinemas Riverside, o filme alcançou a marca de mil espectadores em menos de uma semana, superando a bilheteria do filme Harry Potter e a Ordem da Fênix naquela sala. No final da temporada neste shopping, o filme chegou a uma marca de mais de cinco mil espectadores.
No estado do Maranhão, o filme ficou em cartaz no Cine Praia Grande. O longa foi exibido diariamente e teve que ganhar uma sessão extra para atender os espectadores[carece de fontes?]. Depois do Maranhão, o filme teve sua exibição em festivais da Paraíba e Brasília.
Segundo o cineasta[carece de fontes?], foram feitas pouquíssimas cópias originais desse filme, cerca de 300 DVDs apenas. Porém, o filme se tornou popular graças à ação da pirataria. Em poucos meses, tornou-se uma febre entre os camelôs de cidades grandes como São Luís e Brasília. Além de Teresina, o filme se popularizou por outras cidades menores do interior do Piauí, Ceará, Maranhão, Pernambuco e Paraíba, entre outros estados do nordeste e norte, espalhado por camelôs e internet.

## Sinopse
Na cidade fictícia de Poço Fundo, interior do Piauí, a doce professorinha Charlene é noiva do rico Jerod, mas acaba se apaixonando pelo irresponsável Valdir, filho dos donos da Funerária Boa Morte. Enquanto isso Cleonice, cansada do descaso administrativo da cidade, decide se candidatar a prefeitura, fazendo oposição ao prefeito Zé Leitão e a vice-prefeita Xica do Pote, uma dupla de corruptos que desviam toda verba e deixam a população à míngua.

## Elenco
- Irisceli Queiroz como Charlene Rocha
- Rômulo Augusto como Valdir da Cruz
- Toinha Catingueiro como Cleonice da Cruz
- Feliciano Popô como Zé Leitão
- Wellington Alencar como Jerod Crows Woff
- Sara Castro como Mona
- Solange Noleto como Xica do Pote
- Gunnar Campos como Romeu
- Josimar Coelho como Zé Paixão
- Cleivânia Silva como Cirlândia
- Danilo Costa como Vanderlei da Cruz
- Alynne Sipaúba como Vanderléia da Cruz
- Nelza Alves como Rosinha Leitão
- Zulmira Bezerra como Raimunda
- Rochelle Mourão como Oneide
- Virgílio Queiroz como Pai de Charlene

## Homenagens
- O filme foi homenageado na Assembleia Legislativa do Maranhão no dia 22 de abril de 2009.[13][14][15]